# Groep van Achttien (CDA)
De Groep van Achttien was een overleg van Christelijk-Historische Unie (CHU), de Anti-Revolutionaire Partij (ARP) en de Katholieke Volkspartij (KVP) om te onderzoeken of het mogelijk was samen te werken en uiteindelijk één christelijk volkspartij te vormen. De eerste vergadering vond plaats op 24 april 1967. Het overleg droeg bij aan de vorming van het Christen-Democratisch Appèl (CDA) in 1980.

## Leden
ARP
- Willem Aantjes
- Wiert Berghuis
- Hans de Boer
- Hendrik van Riessen
- Antoon Veerman
- Koos Verdam

CHU
- Eddy de Geer van Oudegein
- M. Grooten-van Boven
- Gerrit Cornelis van Niftrik
- Hendrikus Albertus Schuring
- Arnold Tilanus
- R. Vermaas

KVP
- Piet Aalberse
- Leo Albering
- Jo Cals
- H.B.W.M. Gielen
- G.J.M. Horbach
- Erik Jurgens